# Musée d'Art et d'Histoire de Serpoukhov
Le musée d'art et d'histoire est un musée situé à Serpoukhov à côté de Moscou. C'est le musée d'art le plus important des environs de la capitale russe. Il a été fondé en 1920 d'après la collection confisquée de la veuve d'un riche industriel du textile, Anna Vassilievna Maraïeva (1845-1928). Il s'est enrichi dans les années 1920 et 1930 des collections nationalisées des manoirs et domaines des environs. Il se trouve au N°87 de la rue Tchekhov.

## Historique
Le musée se trouve dans l'ancien hôtel particulier de la veuve de Méthode Maraïev, riche vieux-croyant ayant fait fortune dans le textile, construit par Klein en 1896. La collection qui a été rassemblée par un proche de la famille, un aristocrate ruiné du nom de Merline, est vendue à la veuve (née dans une famille paysanne du nom de Volkov) qui voulait ainsi l'aider financièrement. Elle est nationalisée en 1918 dont une partie se trouve dans l'ancien domaine familial de campagne de Danka. Le musée ouvre au public à la fin de l'année 1920. Il s'enrichit au fil des années de collections d'autres musées. Il organise des conférences à partir de 1995 et ouvre un atelier pour enfants de huit à treize ans en 1998.

## Collection

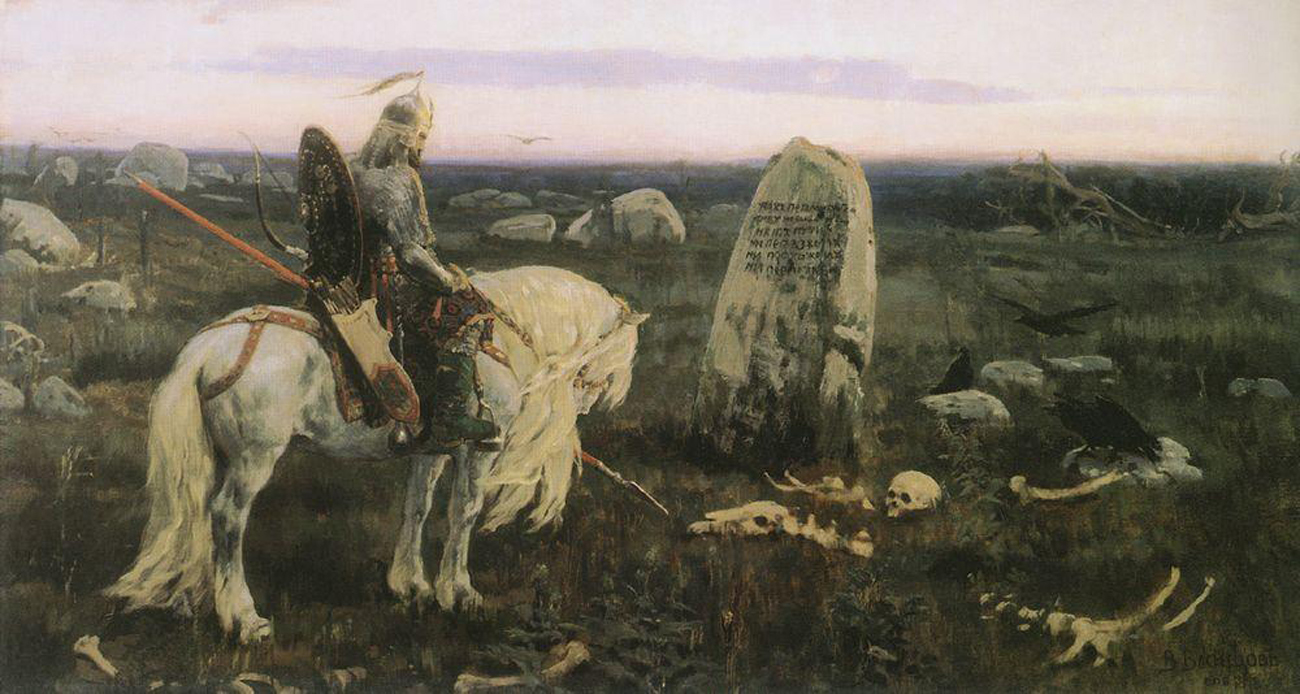
Le Chevalier à la croisée des chemins, de Victor Vasnetsov (1878)

Le musée rassemble une collection d'icônes de l'école de Moscou du xvie au xviie siècle ; des portraits du XVIIIe siècle, comme ceux des peintres Levitski et Rokotov ; ainsi que des toiles du XIXe siècle d'Ivan Aïvazovski, Ivan Chichkine, Isaac Levitan, Vladimir Makovski, Vassili Polenov, Illarion Prianichnikov, Alexeï Savrassov, Victor Vasnetsov, Vassili Verechtchaguine, etc. et également La Ronde (1910) de Nathalie Gontcharova.
Le musée rassemble aussi des œuvres de peintres d'Italie, de France (dont Le Sacrifice de Jephté de Charles Le Brun), d'Allemagne, des Flandres et de Hollande, du XVIe siècle au XIXe siècle, ainsi qu'une collection de sculptures et de porcelaines.

## Illustrations

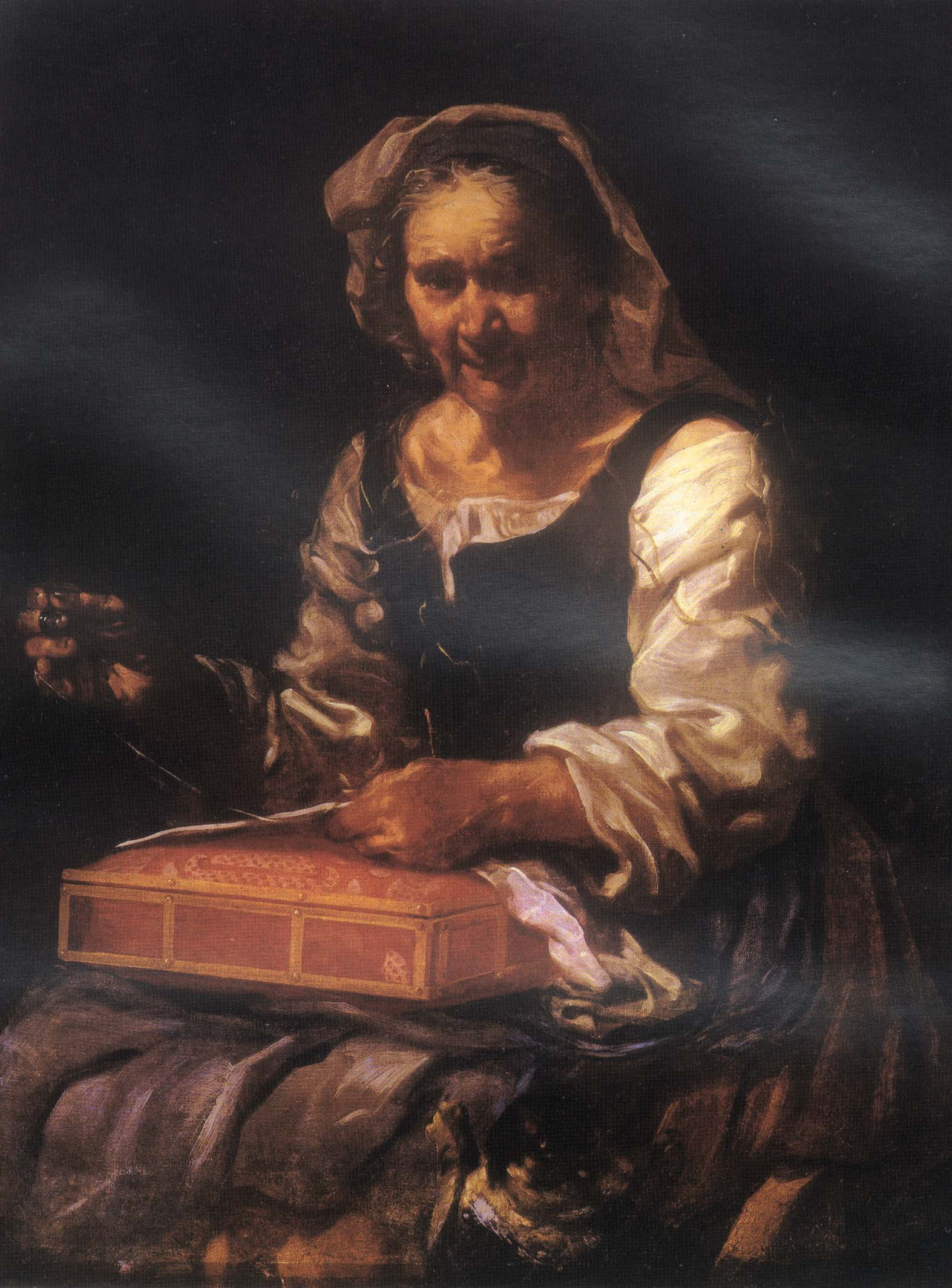
La Vieille brodeuse (vers 1650) d'Eberhard Keil
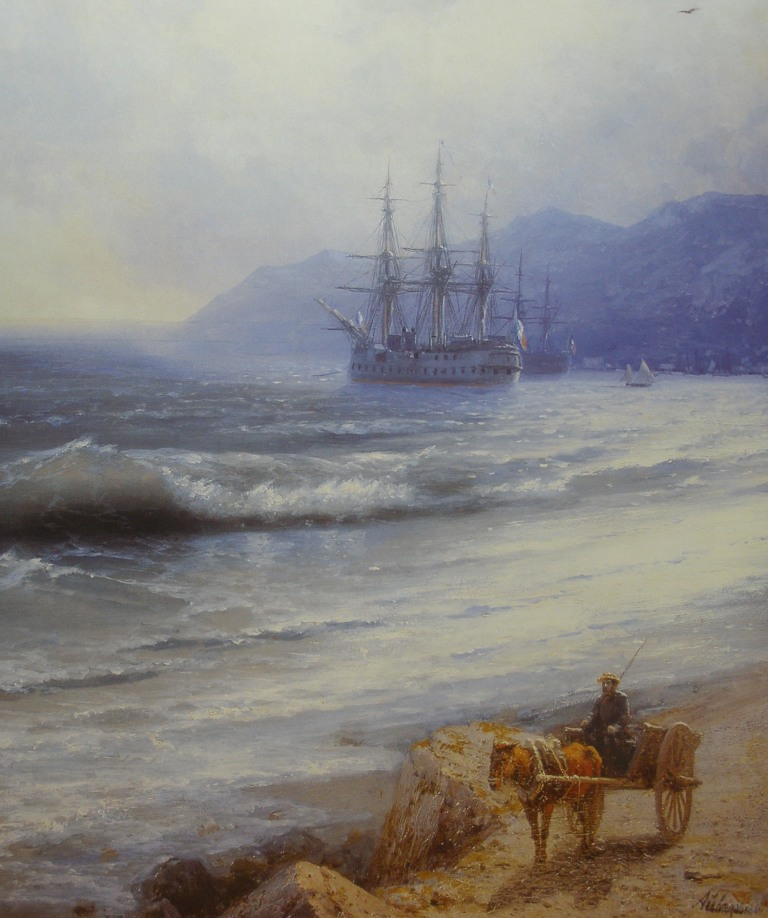
La Marée montante (vers 1870) d'Ivan Aïvazovski
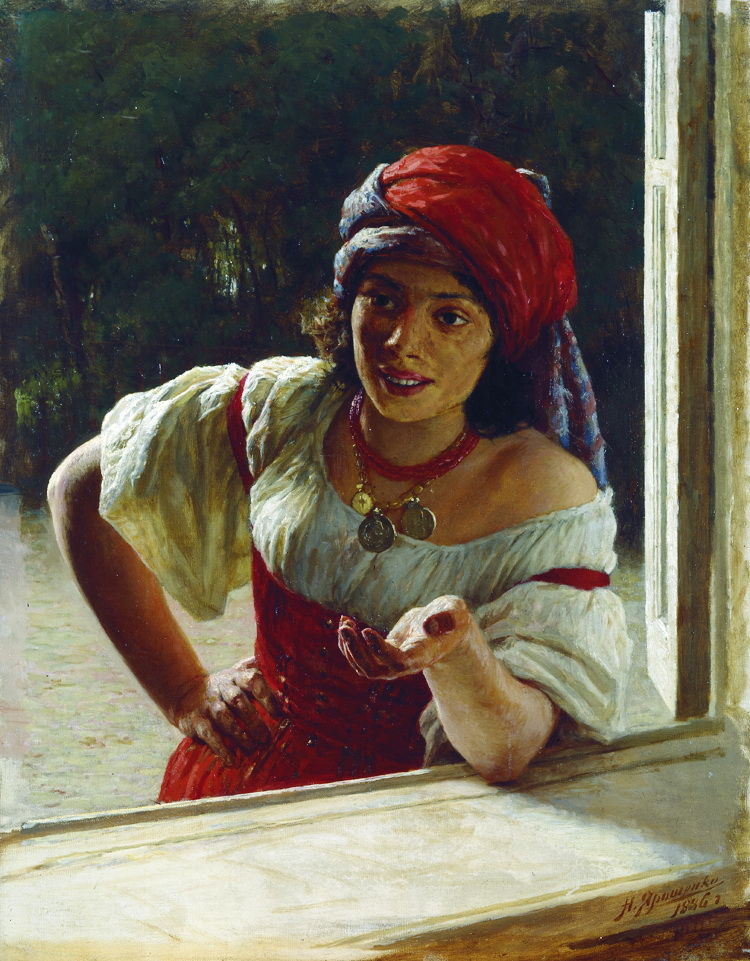
La Tzigane (1886) de Nikolaï Yarochenko
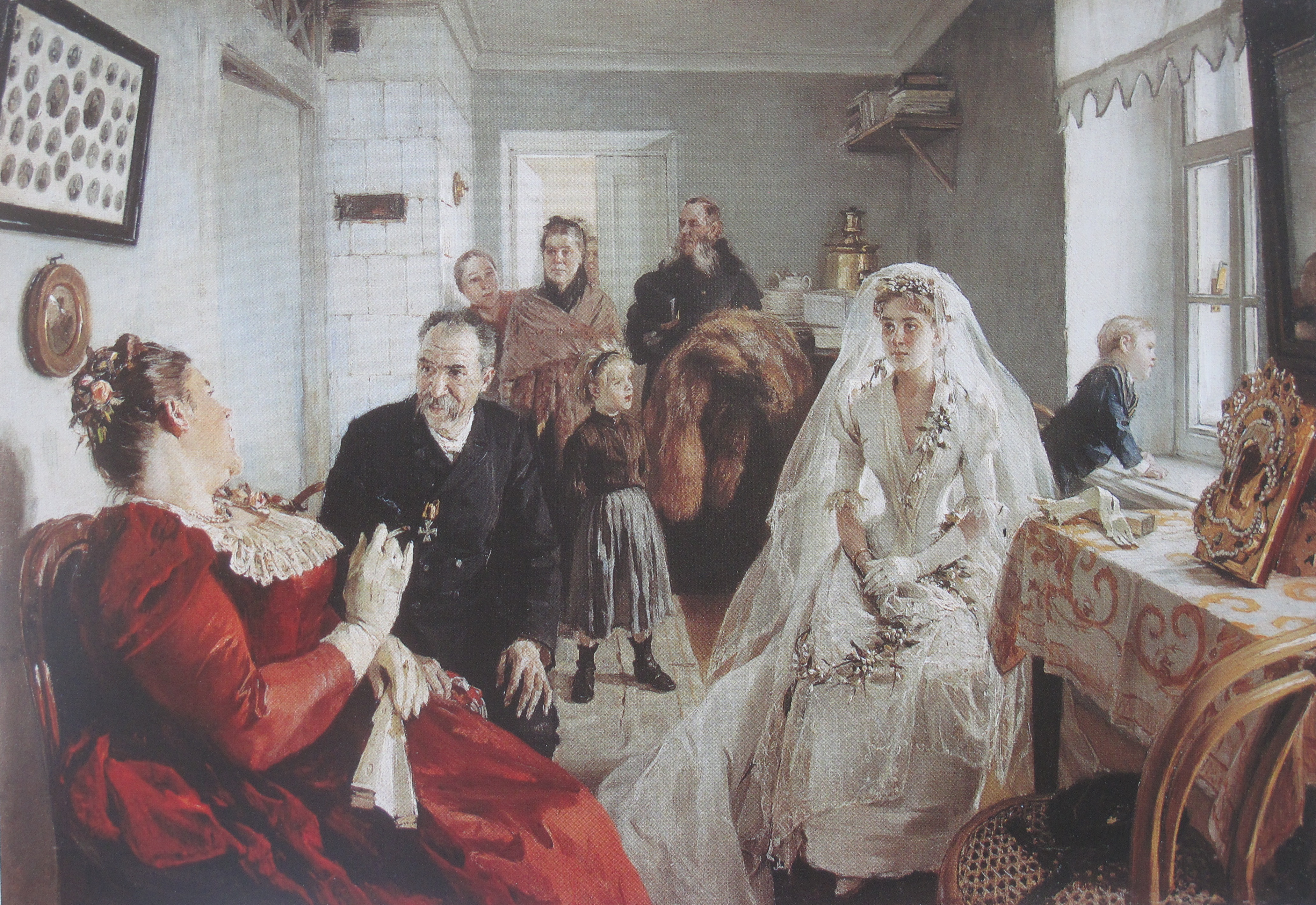
En attendant le meneur de la noce (1891) d'Illarion Prianichnikov
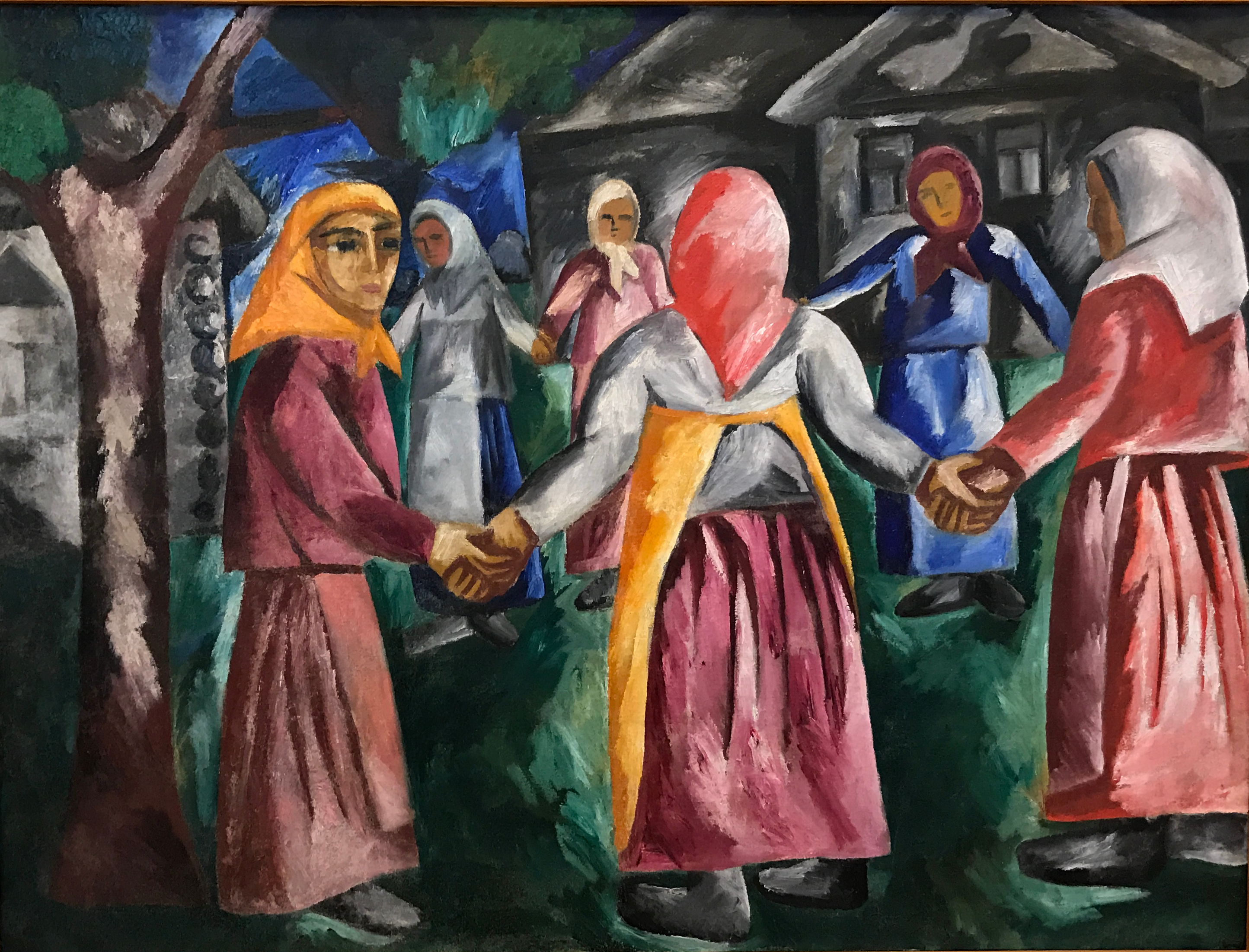
La Ronde (1910) de Nathalie Gontcharova